# Michel Rio (écrivain)
 (juin 2011).
Si vous disposez d'ouvrages ou d'articles de référence ou si vous connaissez des sites web de qualité traitant du thème abordé ici, merci de compléter l'article en donnant les références utiles à sa vérifiabilité et en les liant à la section « Notes et références ».
Pour les articles homonymes, voir Rio et Michel Rio.
Michel Rio est un écrivain et romancier français né en Bretagne en 1945.

## Biographie
Né en Bretagne, il a passé son enfance à Madagascar.
Après des études de sémiologie et des publications universitaires, notamment sur la bande dessinée, il publie son premier roman en 1972 et se consacre depuis lors à l'écriture. Lauréat de plusieurs prix littéraires et bien accueilli par la critique, il reste cependant relativement confidentiel en France. Il rencontre un succès plus important à l'étranger, en particulier aux États-Unis, où ses livres font l'objet d'études, et il est traduit dans de nombreuses langues: États-Unis (éditions Harcourt, et Pantheon Books), Mexique (Mortiz), Brésil (Paz e Terra), Chili (Andres Bello), Corée (Book world), Japon (Hakusuisha), Grande-Bretagne (Dent, et Quartet), Allemagne (Volk und Welt, et Ullstein), Autriche (Breitschopf), Suisse (Arche Verlag), Belgique (en flamand)(Casterman), Hollande (Goossens, Elmar, et Aristos), Danemark (Rossinante), Suède (Anamma), Portugal (Teorema, et Porto Editora), Espagne (Muschnik, et Debate), Andorre et Catalogne (Empuries), Italie (Guida, Instar, et Labirinto), Grèce (Exantas, Zacharopoulos, Polis, et Cruse Penna), Turquie (Ozgür), Russie (Text, Vagrius, et Inostrannaïa), Bulgarie (Atlandida), Tchéquie (Paseka), Lituanie (Alma Littera, et Tyto Alba). 

Le style de Michel Rio est classique et rigoureux, manifestant une exigence vis-à-vis du lecteur qui le place à l'écart d'une partie de la littérature contemporaine. Il sert des récits simples dans lesquels les théories scientifiques, l'érudition littéraire ou historique et l'ironie sont la matière des débats auxquels se livrent des personnages souvent hors du commun, tant par leurs talents ou leur beauté que par leur intelligence. Des thèmes récurrents unissent toute l'œuvre : le voyage en bateau, les bâtisses vastes et carrées, les bibliothèques, la tension entre l'ignoble et l'absolu dans l'acte sexuel, l'inceste, ou encore le suicide.
« Rêve inlassable de vaincre la mort, toujours assassiné par les choses, toujours renaissant dans l'esprit. Pour moi, c'est cela, avant tout, la littérature. » (Michel Rio, Postface d'Arthur)

### Ouvrages
- La petite Tomate, conte (1973)
- Les petits Œufs, conte (1973)
- Mélancolie Nord, roman (1982), Prix du Roman de la Société des gens de lettres
- Le Perchoir du perroquet, roman (1983), Grand Prix du Roman de la Société des gens de lettres
- Alizés, roman (1984), Prix des créateurs et prix Mottart
- Les Jungles pensives, roman (1985)
- Archipel, roman (1987)
- Merlin, roman (1989)
- Baleine pied-de-poule, théâtre (1990), montée pour la première fois par la compagnie "Théâtre Moby Dick" en 1992.
- Faux-pas, roman (1991), Premier prix du C.E. Renault
- Rêve de logique, essais critiques (1992)
- Tlacuilo, roman (1992), Prix Médicis
- Le Principe d'incertitude, roman (1993)
- L'Ouroboros, théâtre (1993)
- Les Polymorphes, conte (1994), illustrations de l'auteur
- Les Aventures des Oiseaux-Fruits, conte (1995), trois volumes
- Manhattan terminus, roman (1995)
- La Statue de la liberté (une enquête de Francis Malone), roman (1997)
- La Mort (une enquête de Francis Malone), roman (1998)
- Morgane, roman (1999)
- Arthur, roman (2001)
- La Remise au monde, roman (2002)
- Script, théâtre (2002)
- Transatlantique, théâtre (2002)
- La Terre Gaste, roman (2003)
- Leçon d'abîme (une enquête de Francis Malone), roman (2003)
- Sans songer à mal (une enquête de Francis Malone), roman (2004)
- Merlin, le faiseur de rois, roman (2006)
- Malone, tome 1 : Faux Pas, bande dessinée, dessins de Pierpaolo Rovero (2007)
- Malone, tome 2 : La raison du monde, bande dessinée, dessins de Pierpaolo Rovero (2008)
- Coupe réglée (une non-enquête de Francis Malone), roman (2009)
- Le Vazaha sans terre, roman (2011)
- Une comédie américaine, roman (2013)
- Ronde de nuit, essai avec personnages (2016)
- Le Chat, l'Ankou et le Maori, conte (2017)
- Les Chéris de la Princesse ou le raid Auteuil-Port Manec'h, conte (2019)

### Articles
- Images and words, New Literary History 1975
- Cadre, plan, lecture, Communications 1976
- Signe et figure, Communications 1978
- Le dit et le vu, Communications 1978
- Images sans Histoire, Actes du colloque international de Pise 1978
- Le rêveur et le logicien (interview), L'infini 1987
- L'essentiel et l'accessoire, Quai Voltaire 1991
- Le livre devient l'étouffoir de la littérature (interview), Le Monde 1993
- Grâce au ciel, à Sokal et à ses pareils, Le Monde 1997
- La Matière de Bretagne, Le Magazine littéraire 1999
- L'Ouroboros, Revue de la Bibliothèque Nationale de France 2003

## Prix littéraires
- Prix du Roman de la Société des Gens de Lettres, 1982
- Grand Prix du Roman de la Société des Gens de Lettres, 1983
- Prix des Créateurs, 1984
- Prix Mottart de l’Académie française, 1985
- Premier prix du Comité d'Entreprise Renault, 1991
- Prix Médicis, 1992

## Filmographie
- 1971 : Le Chevalier au barisel, réalisation Michel Rio, 20 minutes
- 2000 : L'Affaire Gribiche, réalisation Michel Rio, durée 40 minutes
- 2010 : L'Ouroboros, réalisation Michel Rio, durée 50 minutes
- 2010 : Scénario, réalisation Michel Rio, durée 75 minutes[1]

## Études critiques sur l'œuvre
- Schertenleib Anne-Sylvie, Michel Rio : Le Perchoir du perroquet, essai d'interprétation, mémoire de l'université de Lausanne, 1989
- Andrews Mark W., "Nature and civilization as metaphor in Michel Rio's Dreaming Jungles" Analecta Husserliana, Kluwer, Dordrecht-Boston-London 1990
- Prévost Claude et Lebrun Jean-Claude, "Michel Rio ou la leçon d'abîmes", Nouveaux territoires romanesques, Messidor, Paris 1990
- Chatelin Caroline, Merlin de Michel Rio, mémoire de l'université de Paris 3-Sorbonne, 1992
- Outzen Vagn, Rêve et logique dans l'univers romanesque de Michel Rio, université d'Aarhus 1993
- Fricke Alessandra, Michel Rio écrivain de la mélancolie, mémoire de l'université libre de Bruxelles 1994
- Mélancolies du savoir. Essais sur l'œuvre de Michel Rio sous la direction de Margery Arent Safir (contributeurs : Stephen Jay Gould, Margery Arent Safir, Michel Pastoureau, James Ritter, James Swenson, Jean-Michel Rabaté, Joaquin Galarza, Christian Metz), Éditions du Seuil, Paris 1995.
- Melancholies of knowledge, édition américaine revue et augmentée de Mélancolies du savoir, SUNY Press, New York 1999.
- Campi de Castro Nancy, "Rio and Le Clézio : a quantitative study", Analecta Husserliana, Kluwer, Dordrecht-Boston-London 1998
- Haberl Hildegard, Interrogations fondamentales ; Le dialogue entre savoir et imaginaire dans l'œuvre romanesque de Michel Rio, Diplomarbeit, Universität Wien, 1999
- Nzondo Léonard, La poétique romanesque de Michel Rio, Thèse de l'université Blaise Pascal de Clermont-Ferrand, 2003
- Pomel Fabienne, "Michel Rio et le modèle textuel médiéval: filiation et paternité littéraires", Images du Moyen Âge, Presses Universitaires de Rennes 2005.
- Ribémont Bernard, "Michel Rio, une réécriture de la légende arthurienne ou la mystique de la loi", Mythosaktualisierungen, Berlin-New York 2006
- Pomel Fabienne, "Michel Rio : les réécritures arthuriennes", Cahiers de recherches médiévales et humanistes 2010.